# Miniopterus medius
Miniopterus medius (Thomas & Wroughton, 1909) è un pipistrello della famiglia dei Miniotteridi diffuso nell'Ecozona orientale.

## Descrizione

### Dimensioni
Pipistrello di piccole dimensioni, con la lunghezza della testa e del corpo tra 42 e 60 mm, la lunghezza dell'avambraccio tra 40 e 48,2 mm, la lunghezza della coda tra 42,6 e 59 mm, la lunghezza del piede tra 8 e 11 mm, la lunghezza delle orecchie tra 8,6 e 14,7 mm e un peso fino a 12,1 g.

### Aspetto
Le parti dorsali sono bruno-grigiastre o bruno-rossastre con la base dei peli bruno-grigiastra chiara, mentre le parti ventrali sono brizzolate con la base dei peli bruno-grigiastra. La fronte è molto alta e bombata, il muso è stretto e con le narici molto piccole. Le orecchie sono corte, triangolari, ben separate tra loro e con l'estremità arrotondata. Le membrane alari sono nerastre. e attaccate posteriormente sulle caviglie. La lunga coda è inclusa completamente nell'ampio uropatagio. Il calcar è lungo e privo di carenatura.

## Biologia

### Comportamento
Si rifugia in colonie numerose all'interno di grotte, crepacci e tunnel. Entra in uno stato di torpore a basse temperature.

### Alimentazione
Si nutre di insetti volanti catturati prevalentemente su corsi d'acqua all'interno delle foreste.

### Riproduzione
Femmine gravide sono state catturate tra marzo e maggio.

## Distribuzione e habitat
Questa specie è diffusa in maniera frammentata nell'estrema parte meridionale della Thailandia peninsulare, Penisola malese, Giava, Borneo, Isole Anambas, Nuova Guinea orientale, Nuova Britannia, Nuova Irlanda e sull'isola di Buka nelle Isole Salomone settentrionali.
Vive nelle foreste tropicali di pianura e di dipterocarpi.

## Conservazione
La IUCN Red List, considerato il vasto areale e la mancanza di minacce rilevanti, sebbene si siano problemi tassonomici e difficoltà nell'identificazione che ne potrebbero ridefinire la distribuzione, classifica M.medius come specie a rischio minimo (Least Concern)).